# 滝川利行
滝川 利行（たきがわ としゆき）は、江戸時代中期の旗本。通称は銀蔵。

## 生涯
正徳2年（1712年）、旗本諏訪頼定の二男として生まれた。母は伊奈貞長の娘。生家は信濃高島藩主諏訪氏の分家で700石を領する。
遠縁の旗本滝川邦房（邦房の祖父・利貞の母は高島藩主諏訪頼水の娘で、利行の父・頼定の大伯母）の婿養子に迎えられ、享保13年（1728年）に養父が没すると遺領300石を相続した。
元文2年（1737年）、本家筋に当たる滝川具英の養子に改めて迎えられて家督を譲られ、1200石を相続した。このとき、妻の父である邦房から相続した300石は幕府に収公された。
元文3年（1738年）、西丸小姓組に番入りするが、延享元年（1744年）に死去した。享年33。家督は邦房の娘との間の子である具紹が継いだ。